# Ratmata
Ratmata (en népalais : रातमाटे) est un comité de développement villageois du Népal situé dans le district d'Okhaldhunga. Au recensement de 2011, il comptait 2 197 habitants.